# Кармакшинський сільський округ
Кармакши́нський сільський округ (каз. Қармақшы ауылдық округі, рос. Кармакшинский сельский округ) — адміністративна одиниця у складі Кармакшинського району Кизилординської області Казахстану. Адміністративний центр — село Абила.
Населення — 1163 особи (2021; 1343 у 2009, 1600 у 1999, 2658 у 1989).
Станом на 1989 рік існувала Кизилтамська сільська рада (села Абила, Жанібек, Карабі, Кзил-Там, Тишкан-Там).

## Склад
До складу округу входять такі населені пункти:
| Населений пункт  | Колишні назви | Населення, осіб (1989) | Населення, осіб (1999) | Населення, осіб (2009) | Населення, осіб (2021) |
| ---------------- | ------------- | ---------------------- | ---------------------- | ---------------------- | ---------------------- |
| Абила, село      | -             | 1897                   | 1207                   | 1107                   | 803                    |
| Анаколь, село    | -             | -                      | 22                     | 26                     | 10                     |
| Жанібек, село    | -             | 224                    | -                      | -                      | -                      |
| Карабі, село     | -             | 48                     | -                      | -                      | -                      |
| Кизилтам, село   | Кзил-Там      | 197                    | 371                    | 210                    | 350                    |
| Тишкан-Там, село | -             | 292                    | -                      | -                      | -                      |